# Zimní pohádka

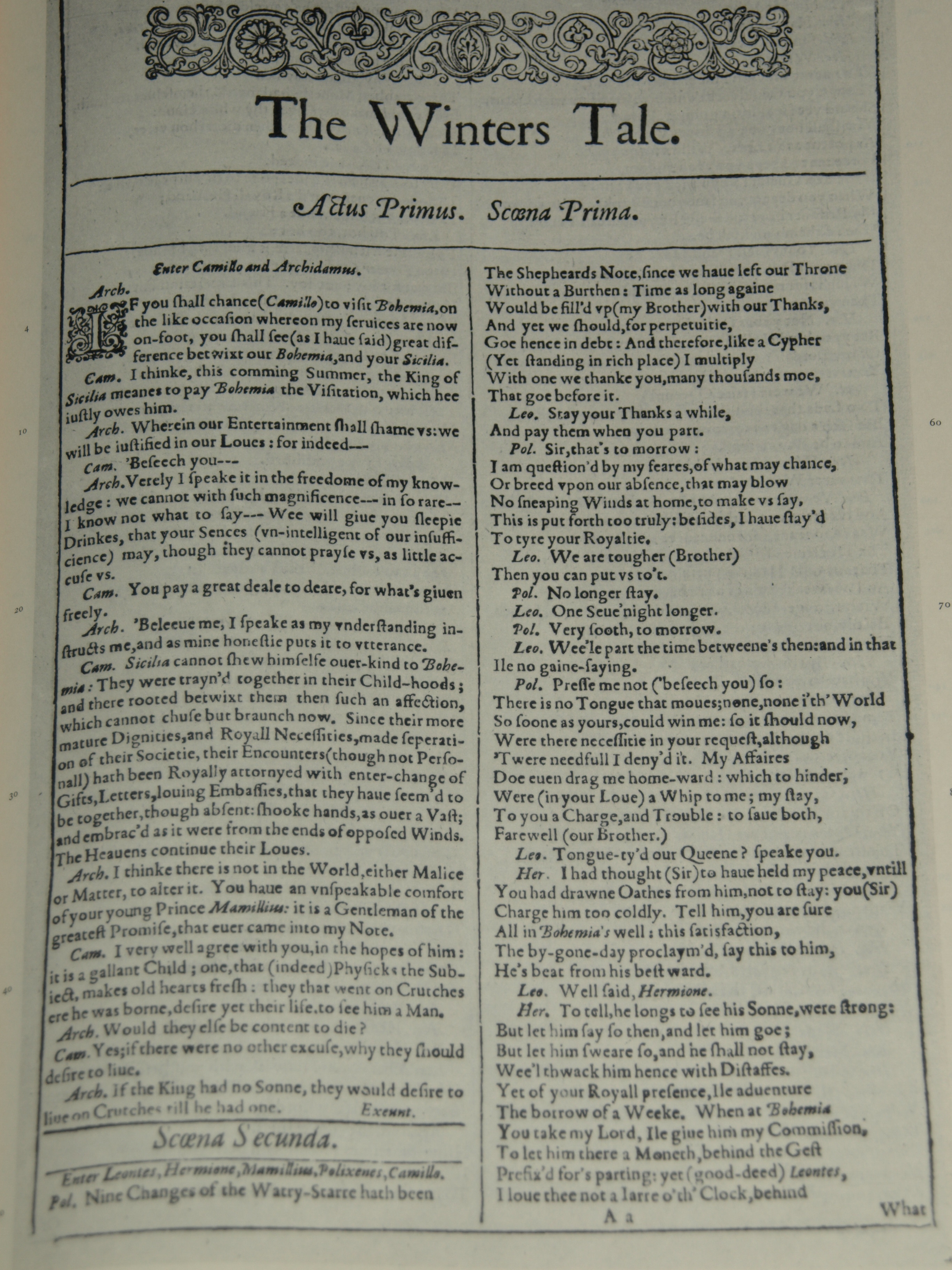
Faksimile první strany Zimní pohádky z roku 1623.

Zimní pohádka (v originále The Winter's Tale) je hra Williama Shakespearea, napsaná pravděpodobně v roce 1610 nebo 1611.

## Čechy/Bohemia
Hra se částečně odehrává v Čechách (v originále Bohemia), reálie však skutečným Čechám neodpovídají. Nejzávažnější nesrovnalostí je, že vnitrozemské Čechy jsou vylíčeny jako země na mořském pobřeží. Geografickým nesrovnalostem ve hře se vysmíval už Shakespearův současník Ben Jonson: „Shakespeare má v jedné hře mnoho lidí, kteří tvrdí, že ztroskotali v Čechách, kde je nejbližší moře nějakých sto mil.“ Jméno Bohemia Shakespeare převzal ze svého hlavního pramene, rytířského románu Pandosto, jehož autorem byl Robert Greene, přiřadil je však jiné postavě (Shakespearův Leontes, král sicilský, odpovídá Greenovu Pandostovi, králi českému, Shakespearův Polixenes, král český, zase Greenovu Egistovi, králi sicilskému). Pandosto je, jak je v pastýřských románech běžné, zasazen v neurčitém mytickém čase a prostoru „dříve, než se na světě objevilo křesťanství“.
Někteří autoři se pokoušeli najít pro tuto geografickou nesrovnalost vysvětlení. Německý chemik a historik přírodních věd Edmund Oscar von Lippmann uvádí doklad ze středověké kroniky, ve kterém je výraz Bohemia použit pro Apulii, což by Greenovým a Shakespearovým údajům velmi dobře odpovídalo, tento význam toponyma je však zcela ojedinělý. Jiní komentátoři se domnívají, že výrazem Bohemia Shakespeare mínil veškeré území ovládané českým králem Přemyslem Otakarem II. (v angličtině uváděn jako Ottokar II of Bohemia); „české moře“ by pak bylo Jaderské moře ve Furlansku nebo Vindické marce. Thomas Hanmer v 18. století považoval výraz Bohemia za tiskařskou chybu a záměnu za původní Bithynia, což bylo starověké království na maloasijském pobřeží Černého moře. Vzhledem k tomu, že Shakespeare převzal jméno Bohemia od Greena, muselo by ovšem k záměně dojít už v Shakespearově předloze.
Novější interpreti soudí, že Shakespeare zjevně nesmyslný geografický údaj použil záměrně, aby tak zdůraznil fantastičnost námětu a podtrhl nereálnost, „pohádkovost“ děje.

## Postavy
- Leontes – sicilský král, přítel z dětství českého krále
- Hermiona – ctnostná a krásná sicilská královna
- Perdita – dcera Leonta a Hermiony, zamiluje se do českého prince Florizela
- Polixenes – český král, Leontův přítel z dětství
- Florizel – jeho jediný syn a dědic, zamiluje se do Perdity
- Camillo – čestný sicilský šlechtic
- Paulina – sicilská šlechtična
- Autolycus – vagabund
- Starý pastýř – vychovává Perditu jako vlastní dceru
- Antigonus – Paulinin manžel, zachránce Perdity

## Děj

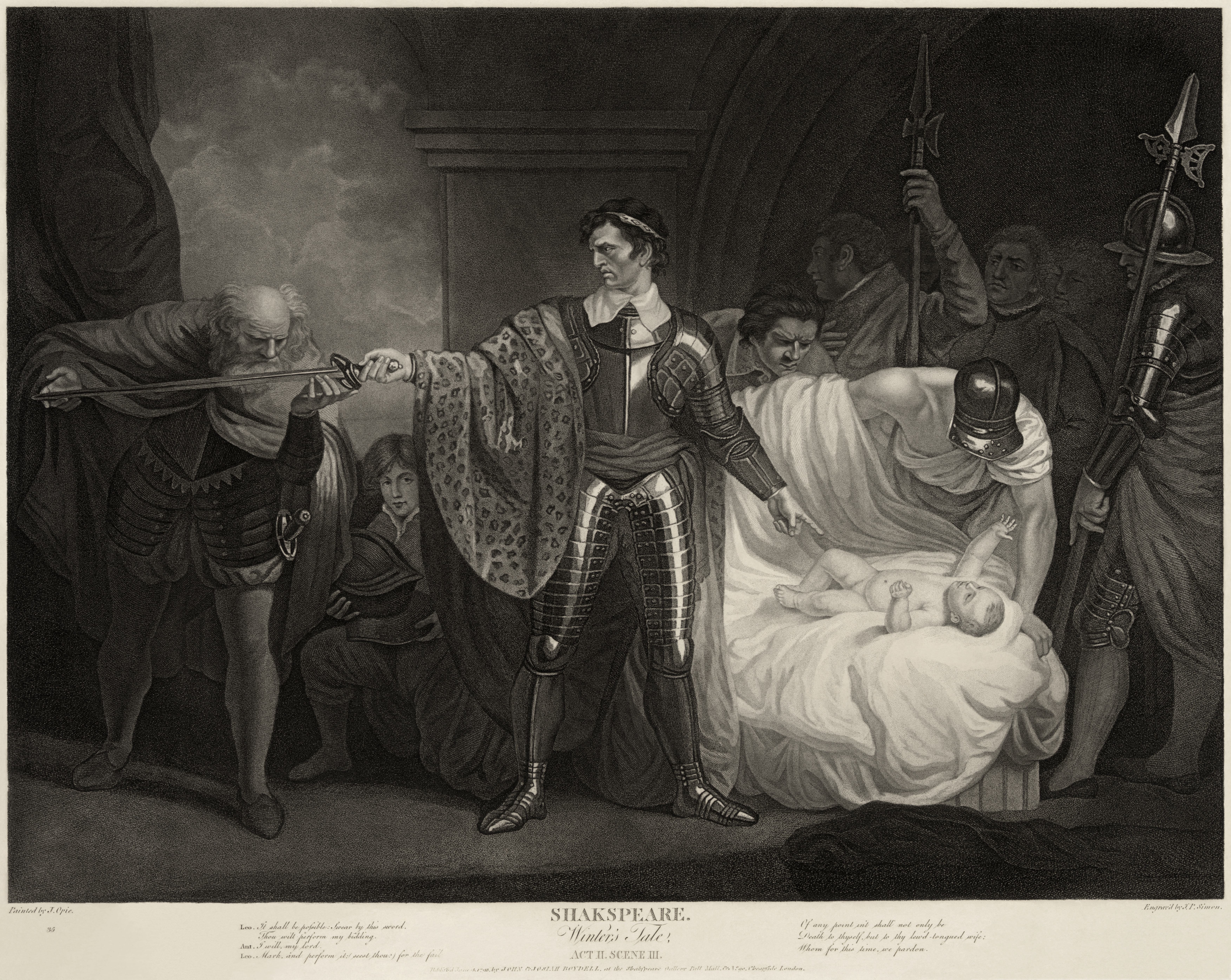
Antigonus přísahá Leontovi věrnost, aby zachránil jeho dceru; John Opie.

Děj začíná na Sicílii. Český král Polixenes je přemlouván sicilským králem Leontem a jeho ženou Hermionou, aby zůstal déle. Polixenos nechce, ale nakonec ho Hermiona přemluví. Sicilský král získá podezření, že ho žena s hostem podvádí. Chce po svém dvořanu Camillovi, aby Polixena zabil. Přesvědčuje ho o manželčině vině, až nakonec dvořana přemluví.
Camillo všechno českému králi na jeho naléhání prozradí, pomůže mu utéci do Čech a uteče spolu s ním. Leontes dá zavřít těhotnou královnu do vězení a zakazuje jí stýkat se s jejich synem Mamilliem. Královna ve vězení porodí, Paulina si půjčí její dcerku a nese ji ukázat králi. Chce, aby mu došlo, jak pošetile se chová. Král je přesvědčen, že dcera není jeho, a chce ji nechat zabít, pak pověří Antigona, aby jí lodí odvezl někam daleko a nechal ji tam na pospas vlkům.
Antigonus nechá dítě na pobřeží přímořských Čech, kde ho najde Starý pastýř a Mladý pasák. Osvojí si malou Perditu za dceru a sestru. Královna je ještě v šestinedělí tažena před soud, kde jí král prohlašuje za nevěrnici – královna se obhajuje, náhle však dorazí zpráva od poddaného, že jejich syn zemřel – utrápil se kvůli matčině nepřítomnosti. Královna omdlí, odnáší ji a nedlouho na to Paulina přichází ke králi se zprávou, že královna zemřela.
| „                    | Čeká nás smršť, a navíc v tomhle kraji prý zdržuje se hodně dravých šelem... | “ |
| — Námořník o Čechách |                                                                              |   |

V druhé polovině se děj přenese do Čech. Florizel, syn Polixena, se uchází o Perditu, domnělou pastýřovu dceru. Polixenes s Camillem v přestrojení navštíví Pastýře a sledují lásku mladých, Polixenes se Florizela vyptává, jestli o tom ví otec, a radí, aby mu o tom řekl. Florizel odmítá, král mu odhalí svoje přestrojení a zakazuje svatbu.

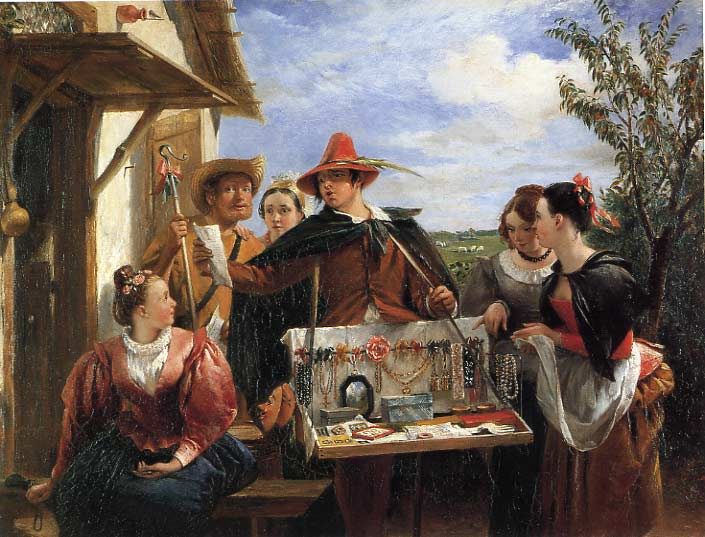
Autolycus na malbě z roku 1836; Charles Robert Leslie.

Camillo pomůže dvojici naplánovat útěk – navrhne jim, aby utekli na Sicílii – Leontes už ho dlouho žádá, aby přijel, ale Polixenes mu to nechce dovolit. Pastýři chtějí jít za králem a prozradit mu, že Perdita se u nich nenarodila, také mu chtěli ukázat uzlíček s kabátkem a „tajnostmi“, které se k jejímu nalezení vztahují, zastaví je prospěchář Autolycus, který má na sobě Florizelovy šaty. Pastýři věří, že je to šlechtic, dávají mu své zlato. Autolycus je chce zavést k princi, vidí v tom lepší prospěch. Florizel a Perdita dorazí k Leontovi, ten se diví jejich neohlášenému příjezdu, ale je rád, že je vidí. Florizel označuje Perditu jako libyjskou princeznu.
Náhle přichází dvořan se zprávou, že připlul král Polixenes a žádá, aby jeho syn byl uvězněn za útěk a za to, že se chce oženit s pasačkou. Z rozmluvy tří šlechticů se dozvídáme, že Leontes našel svou ztracenou dceru.
Pastýři byli povýšeni na šlechtice a mladý pasák se rozhodne pomoci Autolycovi ke dvoru. Všichni se jdou podívat na sochu královny Hermiony u Pauliny, která má vypadat jako živá. Hermiona stojí jako socha a král se podivuje tomu, jak živě vypadá. Paulina ji vyzve, aby se pohnula, a dozvídáme se, že Hermiona byla celou dobu živá a skrývala se. Leontes dává na oplátku Paulině, jejíž muž Antigonus utonul při ukládání Perdity na pobřeží, za muže věrného Camilla.

## Inscenace
- 1991 Jihočeské divadlo, režie Milan Fridrich, hudba: Pavel Malhocký[8]
- 2015 Dejvické divadlo, režie Ondrej Spišák, překlad Martin Hilský, scéna František Lipták, kostýmy Katarína Hollá, hudba a hudební výběr Michal Novinski, dramaturgie Eva Suková, hrají: David Novotný, Martin Myšička, Lenka Krobotová, Miroslav Krobot, Pavel Šimčík, Jaroslav Plesl, Petr Vršek, Veronika Khek Kubařová, Vladimír Polívka, Simona Babčáková, Zdeňka Žádníková[9]